# Khomeynishahr (shahrestan)
Khomeynishahr (persiska: خمینی‌شهر), eller Shahrestan-e Khomeynishahr (شهرستان خمینی‌شهر), är en delprovins (shahrestan) i Iran. Den ligger i provinsen Esfahan, i den centrala delen av landet. Administrativt centrum är staden Khomeynishahr.
Delprovinsen hade 319 727 invånare 2016.